# Catarratto bianco

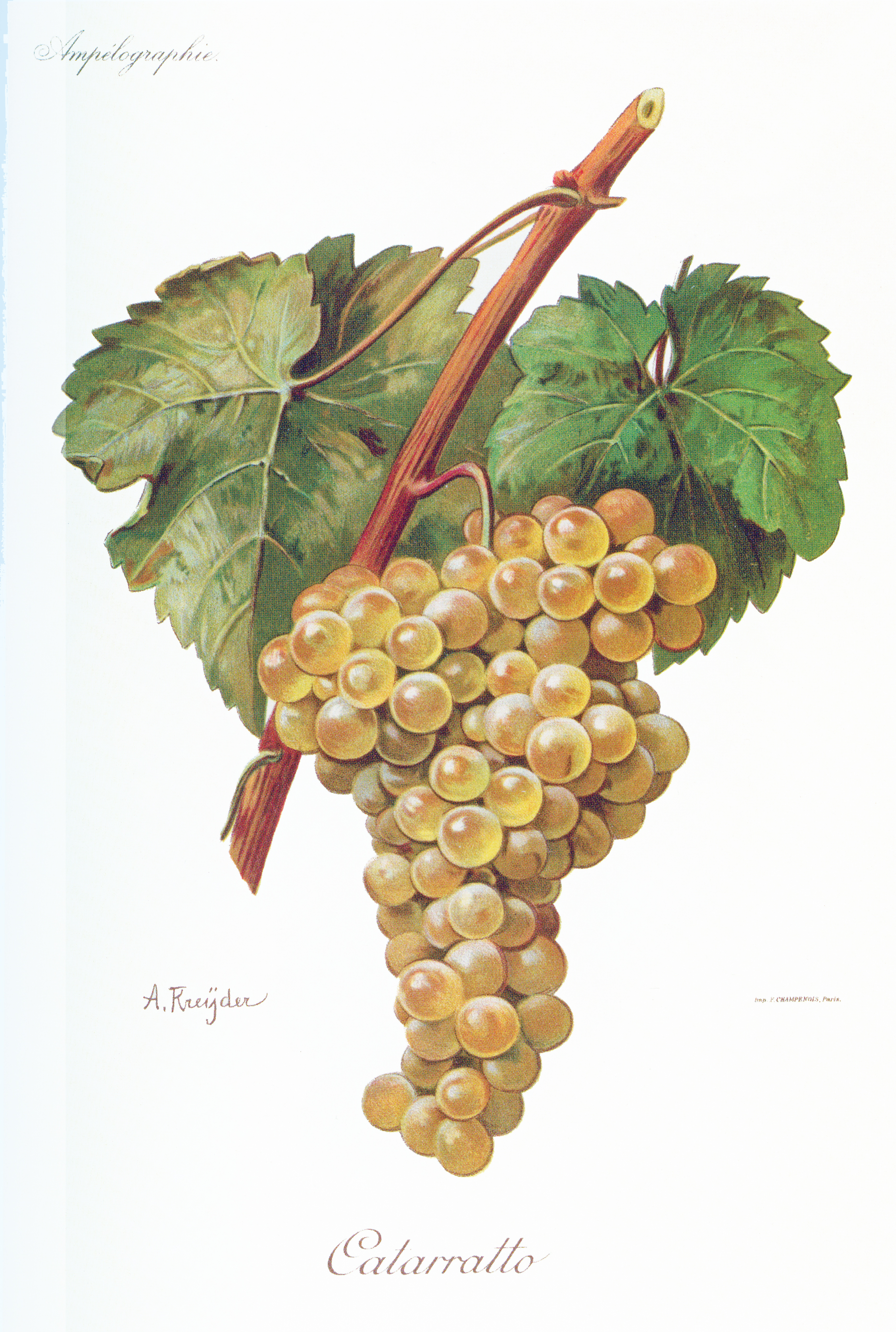
Catarratto

De Catarratto Bianco is een inheemse Italiaanse witte druivensoort uit Sicilië.

## Geschiedenis
In 1696 wordt deze druif voor het eerst beschreven door de befaamde botanicus Cupani in zijn Hortus catholicus. Het woord catarratto betekent overigens overvloedig.

## Kenmerken

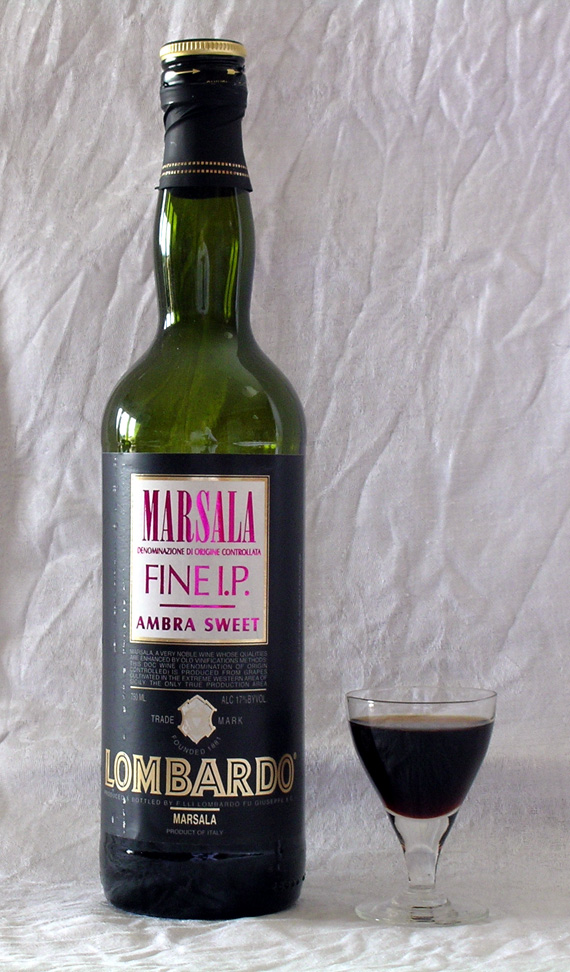
Zoete marsalawijn

Sterke groeier met een relatief late oogst, waardoor botrytis de kans krijgt zich te ontwikkelen. Vroeger werd deze variëteit veel gebruikt om er versterkte marsalawijn van te maken, maar anno 2013 vindt ook veel verplichte distillatie plaats. 
De meeste wijn is niet meer dan van matige kwaliteit, maar er zijn een aantal uitzonderingen waar deze druif - als onderdeel van een blend - DOC-kwaliteit heeft. Dan ontdek je aroma's van citrus en kruiden met de frisheid die we zo goed kennen van bijvoorbeeld de Viognier.

## Gebieden
Deze druif wordt overal in Sicilië verbouwd, maar concentratie vindt plaats in de provincies Trapani, Palermo en Agrigento. Dorpen van meer dan gemiddeld belang zijn: Alcamo, Erice, Monreale, Salaparuta en Santa Margherita di Belice. Met een oppervlakte van meer dan 50.000 hectare is het de belangrijkste druif hier en de tweede druif van heel Italië.
Buiten Sicilië wordt deze druif op kleine schaal (80 hectare) in Californië geteeld.

## Synoniemen[1]
- Cataratto Bertolaro
- Cataratto Bianco Latino
- Cataratto Bianco Nostrale
- Cataratto Careddaro
- Catarratto Bertolare

- Catarratto Bertolaro
- Catarratto Bianco Latino
- Catarratto Bianco Nostrale
- Catarratto Carteddaro
- Cattaratto Commune